# Антипасха
Антипа́сха (Неде́ля Антипа́схи, Фомина́ неде́ля, Неде́ля о Фоме́, Фомино́ воскресе́нье) — христианский праздник, празднуемый в исторических церквях в следующую неделю (воскресенье) после Пасхи в честь апостола Фомы. В Русской православной церкви именуется «неделей 2-й по Пасхе» («неделя» означает воскресный день, первая неделя по Пасхе — сама Пасха).

## Полное название праздника
Полное официальное название — церк.-слав. Нлⷣѧ а҆нтїпа́схи, є҆́же є҆́сть ѡ҆сѧза́нїе ст҃а́гѡ сла́внагѡ а҆пⷭ҇ла ѳѡмы̀, греч. Κυριακή τοῦ Ἀντίπασχα ἤτοι ἡ ψηλάφησις τοῦ ἁγίου Ἀποστόλου Θωμᾶ, редко Неде́ля обновле́ния, Неде́ля но́вая — христианский праздник, празднуемый в исторических церквях в следующую неделю (воскресенье) после Пасхи. На русский язык название праздника переводится как Воскресение, подобное Пасхе, которое есть осязание святого славного апостола Фомы.
При этом Αντίπασχα происходит от ἀντι- — приставка со значением подобия и πάσχα — Пасха.

## Празднуемое событие
Евангельское чтение Литургии этого дня сообщает о двух чудесных явлениях воскресшего Иисуса Христа апостолам, собственно вечером Светлого Воскресения (десяти апостолам, Фома отсутствовал) и «после восьми дней» одиннадцати апостолам, в числе которых был и Фома:

В тот же первый день недели вечером, когда двери дома, где собирались ученики Его, были заперты из опасения от Иудеев, пришел Иисус, и стал посреди, и говорит им: мир вам!
Сказав это, Он показал им руки и ноги и ребра Свои. Ученики обрадовались, увидев Господа.
Иисус же сказал им вторично: мир вам! как послал Меня Отец, так и Я посылаю вас. Сказав это, дунул, и говорит им: примите Духа Святаго. Кому простите грехи, тому простятся; на ком оставите, на том останутся.
Фома же, один из двенадцати, называемый Близнец, не был тут с ними, когда приходил Иисус. Другие ученики сказали ему: мы видели Господа. Но он сказал им: если не увижу на руках Его ран от гвоздей, и не вложу перста моего в раны от гвоздей, и не вложу руки моей в ребра Его, не поверю.

После восьми дней опять были в доме ученики Его, и Фома с ними. Пришел Иисус, когда двери были заперты, стал посреди них и сказал: мир вам! Потом говорит Фоме: подай перст твой сюда и посмотри руки Мои; подай руку твою и вложи в ребра Мои; и не будь неверующим, но верующим.
Фома сказал Ему в ответ: Господь мой и Бог мой!
Иисус говорит ему: ты поверил, потому что увидел Меня; блаженны невидевшие и уверовавшие. Много сотворил Иисус пред учениками Своими и других чудес, о которых не писано в книге сей. Сие же написано, дабы вы уверовали, что Иисус есть Христос, Сын Божий, и, веруя, имели жизнь во имя Его.
— Ин. 20:19—31
Своим явлением апостолу Фоме воскресший Господь уверяет, что Он имел по Воскресении не мнимую, призрачную плоть, а действительную пречистую, с которою был пригвождён ко кресту и на которой остались от того, даже по Воскресении, язвы. Это явление Христа апостолам утверждает веру в истинность Воскресения Христова. Библейскому понятию «вера» соответствуют в первую очередь наши понятия «твёрдость», «доверие», «верность». Это не «философская» вера в Бога (признание Его существования), а верность Богу. Верить и быть в союзе можно только с личным, Живым Богом, но не с абстракцией «Абсолюта» или «Космического разума». Истинный Бог — это «Бог Авраама, Исаака и Иакова, а не Бог философов и учёных» (Блез Паскаль). Отрицать существование Бога (или богов) древний человек мог лишь в случае безумства (Пс. 13:1).

### Литургические темы Антипасхи

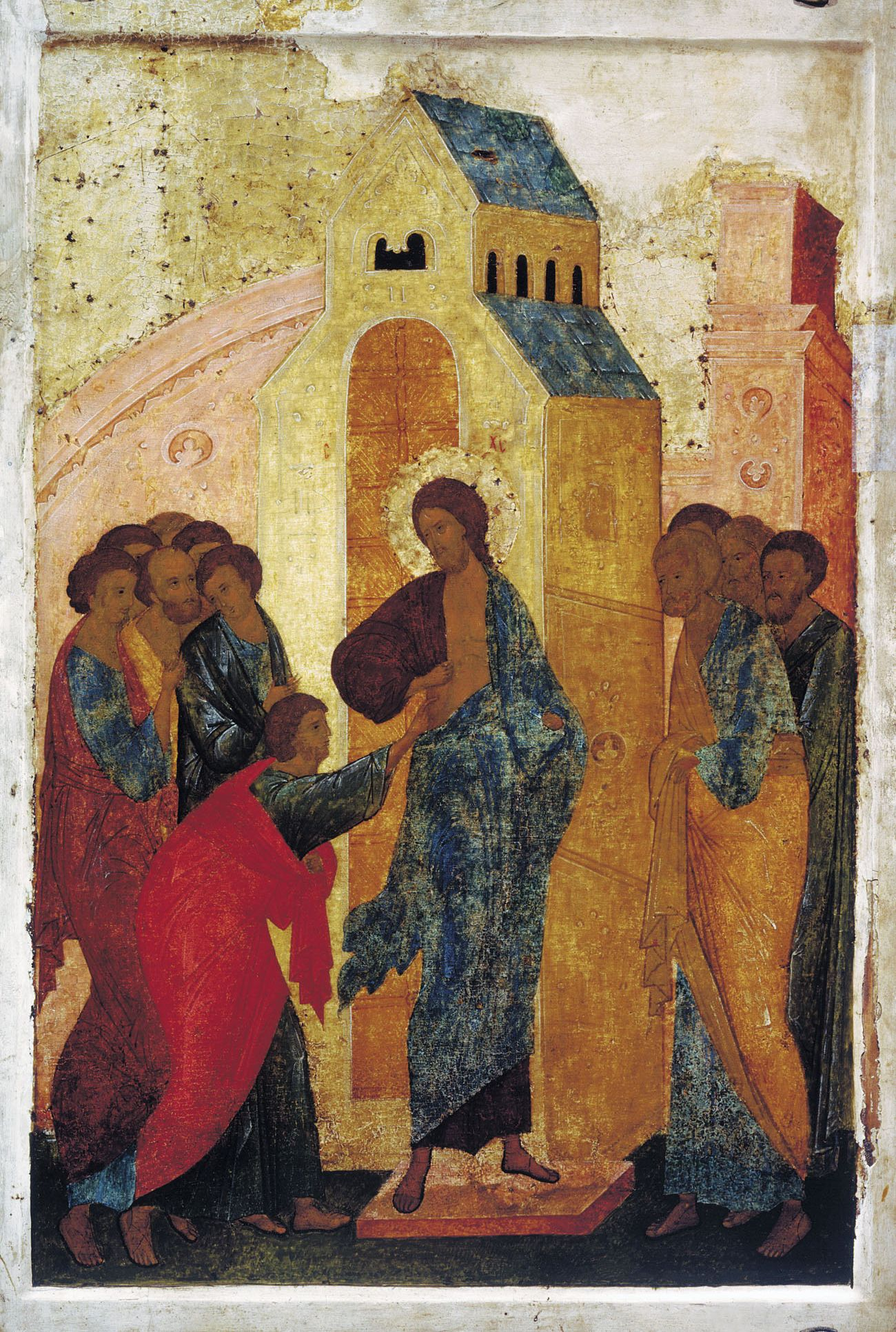
«Уверение Фомы». (Дионисий и мастерская, 1500 год)

Поэтические песнопения Антипасхи последовательно охватывают все основные темы праздника:
- Промыслительное неверие Фомы («Неверие веру известную роди…Иоанн на перси Слова возлеже, Фома же ребра осязати сподобися…Фома во огненная ребра руку Иисуса Христа Бога, не опалися осязанием. Души бо зловерство преложи на благоверие…О доброе неверие Фомино, верных сердца в познание приведе» — стихиры вечерни);
- Человеколюбие и снисхождение Сына Божия («Человеколю́бче, ве́лие и безприкла́дное мно́жество щедро́т Твои́х: я́ко долготерпе́л еси́, от иуде́й зауша́емь, от апо́стола осяза́емь, и от отмета́ющихся Тебе́ многоиспыту́емь, ка́ко воплоти́лся еси́? ка́ко распя́лся еси́ безгре́шне? но вразуми́ ны я́ко Фому́ вопи́ти Тебе́: Госпо́дь мо́й и Бо́г мо́й, сла́ва Тебе́» — стихира на стиховне);
- Обновление всего творения Божия Воскресением Христовым («Днесь весна благоухает, и новая тварь ликует» — ексапостиларий, «Днесь весна душам, зане Христос из гроба якоже солнце возсияв Тридневный» — первая песнь канона утрени). В беседе на Неделю Новую (Антипасху) Григорий Богослов проводит параллели между обновлением Христовым и весенним обновлением природы: «Ныне весна земная, весна духовная, весна душам, весна телам, весна видимая, весна невидимая; о, если бы мы приняли участие в ней там, прекрасно изменившись здесь, и обновленные переправились к обновленной жизни во Христе Иисусе Господе нашем»[7];
- Первый и одновременно восьмой день будущего века («Яко первый есть дней и господственный светоносный сий приносит бо и века образ, яко осмица совершая будущаго» — седьмая песнь канона утрени). В древнехристианском богословии, начиная, как минимум, с Послания Варнавы (конец I века), воскресный день мыслился первым днём седмицы — днём начала творения Божия, описанного в Книге Бытия, и одновременно восьмым, то есть днём будущего Царства, в котором времени уже не будет. В соответствии с таким представлением Антипасха, как восьмой день после Воскресения Христова, является прообразом грядущего Царства Божия, первым днём обновлённого Христом нового мира.

### Антипасха в древней Церкви
Первое упоминание о богослужении Антипасхи содержится в антиохийских по происхождению «Апостольских постановлениях» (около 380 года), а описание иерусалимского богослужения в этот день — в «Паломничестве Эгерии» (около 400 года).
В древней Церкви крещение неофитов осуществлялось на литургии Великой субботы или собственно Пасхи. Первые восемь дней после крещения неофиты ходили в белых одеждах и снимали их в восьмой день, то есть в Антипасху. Отсюда происходит одно из традиционных латинских названий праздника (в римском и амвросианском обрядах) — Dominica in Albis (с лат. — «День Господень в белых» (одеждах)), из этих же соображений первая пасхальная седмица в православном богослужении называется Светлой. Снятие белых крещальных одежд имеет символическое значение, хотя внешние признаки таинства и снимаются, его внутренний смысл (просвещение Светом истинным) остаётся в сердце крещённого навсегда.

## Богослужение
В субботу накануне Антипасхи, после Литургии и крестного хода вокруг храма, раздробляется артос и раздаётся прихожанам, а вечером перед чтением Девятого часа затворяются царские врата, которые всю неделю (Светлую седмицу) были открытыми, даже если в это время не было никакого богослужения. При закрытии царских врат поётся тропарь Антипасхи:
|                     | Греческий текст | Церковнославянский перевод | Русский перевод |
| ------------------- | --- | --- | --- |
| Глас 7-й Ἦχος βαρὺς | Ἐσφραγισμένου τοῦ μνήματος ἡ ζωὴ ἐκ τάφου ἀνέτειλας Χριστὲ ὁ Θεός, καὶ τῶν θυρῶν κεκλεισμένων, τοῖς Μαθηταῖς ἐπέστης ἡ πάντων ἀνάστασις, πνεῦμα εὐθὲς δι' αὐτῶν ἐγκαινίζων ἡμῖν, κατὰ τὸ μέγα σου ἔλεος. | Запеча́тану гро́бу, живо́т от гро́ба возсия́л еси́ Христе́ Бо́же, и две́рем заключе́нным, ученико́м предста́л еси́, всех Воскресе́ние: Дух Пра́вый те́ми обновля́я нам, по вели́цей Твое́й ми́лости. | Хотя гроб был запечатан, Ты, Жизнь, из гроба воссиял, Христе Боже; и, когда двери были заперты, Ты, всех Воскресение, предстал ученикам, через них Дух Правый обновляя в нас по великой Твоей милости. |

В Антипасху происходит частичный переход от особого Пасхального богослужения, совершавшегося всю Светлую седмицу, к обычному. Поэтому богослужение Антипасхи особым образом сочетает в себе элементы:
1. пасхальной службы;
2. двунадесятого Господского праздника[12];
3. воскресного дня.

### Пасхальные песнопения
- В начале Девятого часа вместо молитвы «Царю́ Небе́сный…» три раза произносится тропарь Пасхи:

Христо́с воскре́се из ме́ртвых, сме́ртию смерть попра́в, и су́щим во гробе́х Живо́т дарова́в.
- Кондак Девятого часа пасхальный: «А́ще и во гро́б снизше́л еси́ безсме́ртне…»;
- Цвет облачения остаётся красным, хотя в древности пасхальным цветом считался белый;
- На великой вечерне по возгласе «Сла́ва Святе́й, и Единосу́щней…», вместо «Прииди́те, поклони́мся…» трижды поётся тропарь Пасхи «Христо́с воскре́се из ме́ртвых…», который поётся или произносится также в самом начале утрени, каждого из часов и Литургии Златоуста;
- Трижды поётся «Воскресе́ние Христо́во ви́девше…» перед 50-м псалмом;
- Катавасия: «Воскресе́ния де́нь…»;
- Вместо «Достойно есть…»:

А́нгел вопия́ше Благода́тней: Чи́стая Де́во ра́дуйся, и па́ки реку́, ра́дуйся! Тво́й Сы́н воскре́се тридне́вен от гро́ба, и ме́ртвыя воздви́гнувый: лю́дие весели́теся.

Свети́ся, свети́ся, Но́вый Иерусали́ме: сла́ва бо Госпо́дня на тебе́ возсия́, лику́й ны́не, и весели́ся, Сио́не! Ты же, Чи́стая, красу́йся, Богоро́дице, о воста́нии Рождества́ Твоего́!
- Вместо «Ви́дехом свет и́стинный…» певцы один раз поют: «Христо́с воскре́се из ме́ртвых…»;
- В конце Литургии, по возгласе священника «Сла́ва Тебе́, Христе́ Бо́же, Упова́ние на́ше, сла́ва Тебе́», певчие поют тройное «Христо́с воскре́се из ме́ртвых…»;
- По отпусте Литургии иерей трижды осеняет народ трёхсве́щником с возглашением «Христо́с воскре́се», как и в дни Светлой седмицы. Певчие по́скору поют тройное «Христо́с воскре́се из ме́ртвых…», «И нам дарова́ живо́т ве́чный, покланя́емся Его́ тридне́вному Воскресе́нию».

### Признаки двунадесятого Господского праздника
- Всё богослужение следует по Триоди Цветной, а песнопения Октоиха отменяются[13];

|                  | Греческий текст | Церковнославянский перевод | Русский перевод |
| ---------------- | --- | --- | --- |
| Глас 1-й Ἦχος α' | Θωμᾶς, ὁ λεγόμενος Δίδυμος, οὐκ ἦν μετ' αὐτῶν, ὅτε εἰσῆλθες Χριστέ, κεκλεισμένων τῶν θυρῶν· ὅθεν καὶ ἠπίστει τοῖς ῥηθεῖσιν αὐτῷ, ἐξ ἀπιστίας εἰς πίστιν βεβαιῶν, οὐκ ἀπηξίωσας δὲ Ἀγαθέ, ὑποδεῖξαι αὐτῷ τὴν ἄχραντον πλευράν σου, καὶ τῶν χειρῶν καὶ τῶν ποδῶν τοὺς μώλωπας, ὁ δὲ ψηλαφήσας καὶ ἰδών, ὡμολόγησέ σε εἶναι Θεὸν οὐ γυμνόν, καὶ ἄνθρωπον οὐ ψιλόν, καὶ ἐβόα· ὁ Κύριός μου καὶ ὁ Θεός μου, δόξα σοι. | Фома́, глаго́лемый Близне́ц, не бе с ни́ми, егда́ вшел еси́, Христе́, заключе́нным две́рем: тем же и не вероваше́ рече́нным ему́, от неве́рия в ве́ру известву́я. Не несподо́бил же еси́ Бла́же, показа́ти ему́ пречи́стое ребро́ Твое́, и руку́ и ногу́ я́звы: он же осяза́в и виде́в, испове́да Тебе́ бы́ти Бо́га не на́га, и Челове́ка не про́ста, и вопия́ше: Госпо́дь мой и Бог мой, сла́ва Тебе́. | Фома, называемый Близнец, не был с ними, когда Ты, Христе, вошёл при заключённых дверях. От того он и не верил сказанному ему, когда от неверия его в вере утверждали. Но Ты не отказал ему, Благой, показать пречистое ребро Твоё и на руках и ногах язвы. Он же, осязав и увидев, Богом исповедал Тебя, но не бесплотным, и человеком, но не простым, и возглашал: «Господь мой и Бог мой, слава Тебе!» |

- На литии стихиры праздника (Антипасхи);
- Запевы к стихо́вным стихирам берутся из малой вечерни;
- На благословение хлебов трижды поётся тропарь праздника Триоди (Антипасхи) «Запеча́тану гро́бу…»;
- По «Бог Госпо́дь…» дважды поётся «Запеча́тану гро́бу…», «Сла́ва… и ны́не…», и в третий раз «Запеча́тану гро́бу…»;
- После каждой кафизмы и полиелея — седален по два раза (через «Сла́ва… и ны́не…» — без богоро́дична);
- Величание:

Велича́ем Тя, Живода́вче Христе́, нас ра́ди во ад сше́дшаго и с Собо́ю вся воскреси́вшаго.
- Степе́нна — 1-й антифо́н 4-го гласа «От ю́ности моея́…»;
- Прокимен, глас 4-й «Похвали́ Иерусали́ме Го́спода, хвали́ Бо́га твоего́ Сио́не» (Пс. 147:1), стих «Я́ко укрепи́ вереи́ врат твои́х» (Пс. 147:2);
- Канон праздника. Библейские песни: «Пои́м Го́сподеви…»;
- По 3-й песни — ипакои́ глас 6-й:

Я́ко посреде́ ученико́в Твои́х прише́л еси́ Спа́се, мир дая́ им: прииди́ и к нам и спаси́ нас.
- По 6-й — Кондак Антипасхи, написанный Романом Сладкопевцем:

|                      | Греческий текст | Церковнославянский перевод | Русский перевод |
| -------------------- | --- | --- | --- |
| Глас 8-й Ἦχος πλ. δ' | Τῇ φιλοπράγμονι δεξιᾷ, τὴν ζωοπάροχόν σου πλευράν, ὁ Θωμᾶς ἐξηρεύνησε Χριστὲ ὁ Θεός· συγκεκλεισμένων γὰρ τῶν θυρῶν ὡς εἰσῆλθες, σὺν τοῖς λοιποῖς Ἀποστόλοις ἐβόα σοι· Κύριος ὑπάρχεις καὶ Θεός μου. | Любопы́тною десни́цею жизнопода́тельная Твоя́ ре́бра Фома́ испыта́, Христе́ Боже́, созаключе́нным бо две́рем я́ко вшел еси́, с про́чими апо́столы вопия́ше Тебе́: Госпо́дь еси́ и Бог мой. | Любознательной рукою жизнь источающие рёбра Твои исследовал Фома, Христе Боже; и тогда, как Ты вошёл при запертых дверях, он с прочими апостолами стал взывать Тебе: «Ты — Господь и Бог мой!» |

И икос «Кто́ сохрани́ учени́чу дла́нь тогда́ неопали́му, егда́ ко о́гненным ре́бром приступи́ Госпо́дним…»;
- В начале Девятой песни не поётся «Честне́йшую херуви́м…»;
- Дважды ексапостиларий «Мои́х удо́в руко́ю Твое́ю испыта́вый я́звы, не не ве́руй Ми Фомо́…» на 1-й глас, «Сла́ва… и ны́не…», «Днесь весна́ благоуха́ет, и но́вая тварь лику́ет…»;
- «На хвали́тех» — стихиры Триоди;
- После Великого славословия — тропарь праздника;
- Блаженны праздника Триоди: ирмос третьей песни канона утрени тремя тропарями и четыре тропаря шестой песни;
- По входе — тропарь праздника глас 7-й: «Запечатану гробу…», «Сла́ва… и ны́не…», кондак праздника глас 8-й: «Любопы́тною десни́цею…»;
- Прокимен глас 3-й: «Ве́лий Госпо́дь наш и ве́лия кре́пость Его́, / и ра́зума Его́ несть числа́», стих: «Хвали́те Го́спода, я́ко благ псало́м, Бо́гови на́шему да услади́тся хвале́ние» (Пс. 146:5, 1);
- Аллилуиарий глас 8-й: «Прииди́те возра́дуемся Го́сподеви, воскли́кнем Бо́гу Спаси́телю на́шему», стих «Я́ко Бо́г ве́лий Госпо́дь, и Ца́рь ве́лий по все́й земли́» (Пс. 94:1, 3);
- Евангелие от Иоанна: зачало 65-е — «Су́щу по́зде в день той, во еди́ну от суббо́т, и две́рем затворе́нным…» (Ин. 20:19—31);
- Причастен «Похвали́ Иерусали́ме Го́спода, / хвали́ Бо́га твоего́, Сио́не» (Пс. 147:1);
- На вечерне первого дня продолжительного попразднства Антипасхи возглашается:

Проки́мен вели́кий, гла́с седмы́й:
Кто́ бо́г ве́лий, я́ко Бо́г на́ш? Ты́ еси́ Бо́г творя́й чудеса́! (Пс. 76:14, 15)
Сказа́л еси́ в лю́дех си́лу Твою́ (Пс. 76:15)
И ре́х, ны́не нача́х, сия́ изме́на десни́цы Вы́шняго (Пс. 76:11)
Помяну́х дела́ Госпо́дня, я́ко помяну́ от нача́ла чудеса́ Твоя́ (Пс. 76:12)
Кто́ бо́г ве́лий, я́ко Бо́г на́ш? Ты́ еси́ бо́г творя́й чудеса́!
- Попразднство продолжается до следующей субботы, включительно[7];
- В некоторых храмах и монастырях, названных в честь Воскресения Христова, отмечают престольный праздник не в Пасху (это не приветствуется Уставом), и не 13 (26) сентября в праздник Обновления храма Гроба Господня (как в большинстве воскресенских храмов), а в Неделю Фомину, и тогда из службы Антипасхи в течение всего года берут:

1. тропарь храма,
2. кондак храма,
3. канон храма,
4. 1-ю стихиру храма на литии.

### Воскресные особенности в богослужении Антипасхи
- После чтения трёх псалмов Девятого часа, троекратного «Аллилуйя», «Господи помилуй» и «Сла́ва Отцу́ и Сы́ну и Свято́му Ду́ху», произносится тропарь воскресный 8-го (последнего) гласа:

С высоты́ снизше́л еси́, Благоутро́бне, / погребе́ние прия́л еси́ тридне́вное, / да нас свободи́ши страсте́й, / Животе́ и воскресе́ние на́ше — Го́споди, сла́ва Тебе́!
- Предначинательный 103-й псалом;
- Первая кафизма стихословится вся.
- Если Неделя о Фоме совпадёт с днём памяти бденного святого, например, великомученика Георгия Победоносца 23 апреля (6 мая)[14], или с днём памяти полиелейного святого, или с престольным праздником[15], то их богослужения из Минеи присоединяются к службе Антипасхи. Если в этот день календаря Типиконом предлагается менее праздничная служба святому, то она заранее переносится на повечерие одного из предыдущих будничных дней святой Четыредеся́тницы.
- Воскресный прокимен «Госпо́дь воцари́ся, в ле́поту облече́ся»;
- Отсутствуют пареми́и;
- Первое воскресное утреннее Евангелие от Матфея: 116-е зачало — «Во вре́мя о́но, единиина́десять ученицы́ идо́ша в Галиле́ю…» (Мф. 28:16–20)[11];
- Целование Евангелия;
- «Сла́ва…», «Моли́твами апо́столов, Ми́лостиве очи́сти…», «И ны́не…», «Моли́твами Богоро́дицы…», «Воскре́с Иису́с от гро́ба, я́коже прорече́ даде́ на́м живо́т ве́чный, и ве́лию ми́лость»;
- «Свя́т Госпо́дь Бо́г на́ш» три́жды на 1-й гла́с;
- «И ны́не…», «Преблагослове́нна еси́…»;
- Великое славословие;
- Отпуст на всех службах начинается словами: «Воскресы́й из ме́ртвых…»;
- По Типикону совершается утренняя лития[16], на которую духовенство исходит в притвор храма с пением «Сла́ва… и ны́не…» и евангельской стихирой первого гласа «На го́ру ученико́м иду́щим, за земно́е Вознесе́ние…», а после литии — чтение «Оглаше́ния» преподобного Феодора Студита[17][18];
- На Литургии антифоны изобразительны;
- Поётся Трисвятое;
- Апостол: 14-е зачало — «Во дни о́ны, рука́ми апо́стольскими бы́ша зна́мения и чудеса́ в лю́дех мно́га…» (Деян. 5:12—20);
- По возгласе иерея «Со стра́хом Бо́жиим…» певцы поют: «Благослове́н Гряды́й…»;
- По возгласе иерея «Всегда́, ны́не и при́сно…» — певцы: «Да испо́лнятся уста́ на́ша…»;
- В первый день попразднства Антипасхи (в понедельник) начинается совершение Повечерия малого с канонами. С этого же дня разрешается церковное венчание после продолжительного запрета на время Великого поста и Светлой седмицы. В начале бракосочетания молодожёны с высокой красивой церковной паперти (отсюда праздник Красная горка) объявляли, что они теперь муж и жена перед всем народом.

## Дискуссия по поводу неверия апостола Фомы

«Неверие святого Фомы», Караваджо

В русском языке имя апостола Фомы со временем приобрело негативный оттенок. Словарь В. Даля дает такое определение: «Фома, от имени апостола — человек недоверяющий, склонный к сомнению». Всем знакомо выражение «Фома неверующий», которое тоже несёт отрицательный смысл.
В церковных СМИ не раз такой подход вызывал дискуссию. По свидетельству Писания, апостол Фома не поверил в Воскресение Христа, но впоследствии, раскаявшись в своем неверии, обошёл со своей проповедью почти всю землю. Он основал христианские Церкви в Палестине, Месопотамии, Парфии, Эфиопии и Индии, по некоторым сведениям, донес христианское учение до Китая. Фома настолько веровал во Христа, что не пожалел даже своей жизни и принял мученическую кончину. За обращение ко Христу сына и супруги правителя индийского города Мелипура Фома был заключён в темницу, претерпел пытки и, пронзённый пятью копьями, отошёл ко Господу.
Из Евангелия от Иоанна мы узнаём, что изначально ученики «не знали из Писания, что Ему надлежало воскреснуть из мертвых» (Ин. 20:9). Для того, чтобы они поверили, Христос «показал им руки и ноги и ребра Свои» (Ин. 20:20). Фома тоже не говорил: «не верю». Он сказал: «если не увижу на руках Его ран от гвоздей, и не вложу перста моего в раны от гвоздей, и не вложу руки моей в ребра Его, не поверю» (Ин. 20:25).

## Католическая церковь
С XVII века в Католической церкви установился обычай первого причастия детей именно в Антипасху, отсюда происходит немецкое название дня — Erstkommunionfeier der Kinder.

## Славянские традиции
Восточные славяне называли праздник «Красной горкой». С этого дня начинался весенний период сельских свадеб, а также обходы дворов молодожёнов с поздравлением.
На Красную горку водили хороводы, пели песни, плясали, играли в различные игры, совершали закликание весны. Молодёжь на заре на возвышенном красивом месте встречала восход солнца. В хороводах парни и девушки, достигшие брачного возраста, обязаны были принимать участие, а тех, кто избегал участия в празднике, осуждали и награждали насмешливыми прозвищами.
У русских крестьян Красная горка была в большей степени связана не с христианской традицией, а с древним языческим празднованием начала весны. В Древней Руси в этот день на возвышенностях жгли костры в честь Даждьбога.
В Российской империи считалось, что на Красную горку «люд крещёный с покойничками христосуется», поэтому к этому дню красили яйца, но уже не в красный, а в жёлтый или зелёный «поминальные» цвета. Существовал также обряд гадания, при котором «катали яйца с горки», скатывали крашеные яйца с небольших пригорков. На Русском Севере на Красную горку девушка одаривала своего парня яйцом.
Продолжалось приветствие «Христос воскрес» и одаривание яйцами.